# Liga do Futebol Brasileiro
A Liga do Futebol Brasileiro é uma associação de times de futebol fundada em 3 de maio de 2022 com o intuito de formar uma liga de futebol no Brasil nos moldes das grandes ligas europeias, como a Premier League, aumentando a competitividade do Campeonato Brasileiro e, principalmente, a distribuição das cotas de premiação e os direitos de transmissão dos jogos de maneira mais equitativa.

## História
Foi fundada por oito times: Corinthians, Cruzeiro, Flamengo, Palmeiras, Ponte Preta, Red Bull Bragantino, São Paulo e Santos.
Devido a divergências na repartição de cotas de receita de transmissão, vários times deixaram a liga e juntaram-se a Liga Forte Futebol do Brasil, restando somente Flamengo, Palmeiras, Red Bull Bragantino, São Paulo e Santos como membros fundadores remanescentes. Atualmente, além dos fundadores remanescentes, a LIBRA também conta com Atlético Mineiro, Bahia, Grêmio, Vitória, Remo, Paysandu, Volta Redonda, ABC, Guarani, Sampaio Corrêa e Brusque, totalizando 16 clubes.
Em março de 2024, a Libra firmou um acordo com o Grupo Globo para os direitos de transmissão do Brasileirão no período de 2025 a 2029. A emissora terá exclusividade sobre todas as plataformas, incluindo TV aberta, TV por assinatura, streaming e pay-per-view (PPV).
O contrato renderá 1,17 bilhão de reais por ano aos clubes da liga, caso 9 equipes integrem a Série A do Brasileirão, além de 40% da receita líquida do pay-per-view. Do valor destinado aos clubes da Série A, 40% serão distribuídos de forma igualitária, 30% por performance e 30% com base no percentual de torcedores de cada clube cadastrados como assinantes.

## Membros
| Clube               | Estádio                          | Município         | Estado              | Tamanho da torcida (2024) | Série (2025) |
| ------------------- | -------------------------------- | ----------------- | ------------------- | ------------------------- | ------------ |
| Flamengo            | Maracanã                         | Rio de Janeiro    | Rio de Janeiro      | 19%                       | A (9)        |
| Palmeiras           | Allianz Parque                   | São Paulo         | São Paulo           | 7%                        | A (9)        |
| São Paulo           | MorumBIS                         | São Paulo         | São Paulo           | 6%                        | A (9)        |
| Grêmio              | Arena do Grêmio                  | Porto Alegre      | Rio Grande do Sul   | 4%                        | A (9)        |
| Santos              | Urbano Caldeira                  | Santos            | São Paulo           | 3%                        | A (9)        |
| Atlético Mineiro    | Arena MRV                        | Belo Horizonte    | Minas Gerais        | 2%                        | A (9)        |
| Bahia               | Casa de Apostas Arena Fonte Nova | Salvador          | Bahia               | 2%                        | A (9)        |
| Vitória             | Manoel Barradas                  | Salvador          | Bahia               | 1%                        | A (9)        |
| Red Bull Bragantino | Nabi Abi Chedid                  | Bragança Paulista | São Paulo           | -                         | A (9)        |
| Remo                | Banpará Baenão / Mangueirão      | Belém             | Pará                | 0,7%                      | B (4)        |
| Paysandu            | Banpará Curuzu / Mangueirão      | Belém             | Pará                | 0,6%                      | B (4)        |
| Volta Redonda       | Raulino de Oliveira              | Volta Redonda     | Rio de Janeiro      | -                         | B (4)        |
| Ferroviária         | Estádio Fonte Luminosa           | Araraquara        | São Paulo           | -                         | B (4)        |
| Guarani             | Brinco de Ouro da Princesa       | Campinas          | São Paulo           | -                         | C (3)        |
| ABC                 | Maria Lamas Farache              | Natal             | Rio Grande do Norte | -                         | C (3)        |
| Brusque             | Augusto Bauer                    | Brusque           | Santa Catarina      | -                         | C (3)        |
| Sampaio Corrêa      | Castelão                         | São Luís          | Maranhão            | -                         | D (1)        |